# André Raison
Pour les articles homonymes, voir Raison (homonymie).
André Raison, né vers  1650, originaire de Meaux, mort à Paris en 1719, est un organiste et compositeur français (l'un des plus fameux du XVIIe siècle pour l'orgue).

## Biographie
Formé à l'abbaye Sainte-Geneviève de Nanterre, il en devient organiste et tient également la tribune de l'église des Jacobins de la rue Saint-Jacques à Paris. Il est cité parmi les organistes illustres de cette ville à la fin du XVIIe siècle, et se consacre à l'enseignement. Un de ses élèves est Louis-Nicolas Clérambault qui lui dédie son Livre d'orgue (v. 1710). Il tient l'orgue de l'abbaye Sainte-Geneviève jusqu'à sa mort, secondé alors par Louis-Antoine Dornel.
André Raison participe activement à l'évolution de la musique d'orgue en France, dans le sens d'une écriture qui se dégage de l'influence du plain-chant. Son art se caractérise par l'invention mélodique et rythmique, la science de la registration et la précision dans la notation de l'ornementation. La préface de son premier livre constitue une source importante pour la connaissance des pratiques d'interprétation.

## Œuvres
Il laisse deux livres d'orgue publiés respectivement en 1688 et en 1714.
Le premier livre comprend 5 messes dans différents tons ecclésiastiques et une Offerte sur « Vive le Roy »,
« Livre d’Orgue contenant cinq Messes suffisantes pour tous les Tons de l’Église ou quinze Magnificats pour ceux qui n’ont pas besoin de Messe avec des Élévations toutes particulières. Ensuite des Benedictus, et une Offerte en action de grâce pour l’heureuse Convalescence du Roy en 1687, laquelle se peut aussi toucher sur le clavecin.
Le tout au naturel et facile avec les plus beaux mouvements et les plus belles variétés du temps tant aux Musiques vocales qu’Instrumentales et le chiffre à bien des endroits pour passer les Intervalles et les Agréments, et bien placer les doigts, avec des instructions très utiles pour ceux qui n’ont point de Maître et qui veulent se perfectionner eux-mêmes. »
Le livre de 1714 : « Second Livre d’Orgue sur les Acclamations de LA PAIX TANT DESIREE, qui commence par l’Antienne Da Pacem Domine, avec une Fugue sur le même sujet en d, la, re, b, mol. Ensuite un Prélude, et une Offerte en d, la, re, b, carre ; une Ouverture du septième ton, en d, la, re, avec les désirs d’une longue vie au Roy ; et une Allemande du sixième en g, re, sol.
L’auteur adjoûte plusieurs noëls propres pour les Récits, et Offertes au naturel, et transposé, avec plusieurs variations dans le goût du temps, tant pour l’Orgue que pour le Clavecin.
Contenu :
- 1. Antienne : cantus firmus du Da pacem Domine à la basse ;
- 2. Fugue «sur les grands jeux» sur le même sujet.
- 3. Offerte (en majeur) : a. Prélude sur les grands jeux ; b. Fugue (sur les petits jeux) ; c. Fugue sur les grands jeux qui se termine par un Dialogue sur «La Paix tant désirée».
- 4. Ouverture (en sol/ré) avec reprise du Dialogue de l’Offerte, et l’acclamation «Vive le Roy».
- 5. Allemande grave en sol majeur.
- 18 noëls variés pour orgue ou clavecin.

Le (1er) Livre d'Orgue contenant Cinq Messes a été réédité par Alexandre Guilmant dans le deuxième volume de sa série « Archives des Maîtres de l'Orgue », paru en 1899.
Le Second Livre d'Orgue sur les Acclamations de la Paix tant désirée, a été réédité par Jean Bonfils et Gaston Litaize aux éditions de la Schola Cantorum, en 1963.
Jean-Sébastien Bach reprendra un de ses thèmes musicaux dans la  Passacaille et fugue en do mineur BWV 582. Il s'agit du Christe - Trio en Passacaille, no 3 de la Messe du Deuziesme Ton, extraite du Livre d'Orgue de 1688.